# Ljudmyla Suprun

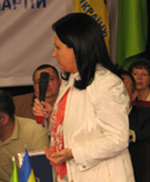
Ljudmyla Suprun, 2007

Ljudmyla Pawliwna Suprun (ukrainisch Людмила Павлівна Супрун, * 7. Januar 1965 in Saporischschja, Oblast Saporischschja, Ukrainische SSR), ist eine ukrainische Politikerin. Sie war bei der Präsidentschaftswahl in der Ukraine 2010 die Kandidatin der Volksdemokratischen Partei.

## Biografie
Ljudmyla Suprun wurde am 7. Januar 1965 in Saporischschja geboren. Ab 1982 studierte sie Rechtswissenschaft an der Taras-Schewtschenko-Universität Kiew. Von 1989 bis 1993 arbeitete sie als Forschungsassistentin im Ukrainischen Institut für landwirtschaftliche Radiologie. Von 1993 bis 1998 war sie die Präsidentin des Wirtschaftsverbands „InterAgro“.
Bei der Parlamentswahl in der Ukraine 1998 wurde Suprun als Mitglied der Volksdemokratischen Partei als Abgeordnete in die Werchowna Rada gewählt, wo sie Mitglied im parlamentarischen Subkomitee für das Einkommen des Staatshaushalts war. Bei der Parlamentswahl 2002 wurde sie als Mitglied der Parlamentsfraktion „Für die geeinte Ukraine“ (За єдину Україну) erneut als Abgeordnete in die Rada gewählt. Nachdem ihr Parteienbündnis bei der Parlamentswahl 2006 gescheitert war und deren Vorsitzender Walerij Pustowoitenko daher zurückgetreten war, wurde Suprun dessen Nachfolgerin. Bei der Parlamentswahl 2007 war sie die Vorsitzende des neu gegründeten Parteienbündnisses „Wahlblock Ljudmyla Suprun“, dem jedoch ebenfalls der Einzug in das Parlament misslang.
Sie wurde von ihrer Partei zur Präsidentschaftskandidatin für die Präsidentschaftswahl 2010 ernannt und erreichte dabei 0,19 % der Stimmen.